# Категория топологических пространств
Категория топологических пространств — категория, объекты которой — топологические пространства, а морфизмы — непрерывные отображения, основной объект изучения категорной топологии.  Стандартное обозначение — {\displaystyle \mathbf {Top} }. Является конкретной категорией, поэтому её объекты можно понимать как множества с дополнительной структурой. 
Естественный забывающий функтор, сопоставляющий топологическому пространству его множество-носитель: {\displaystyle U\colon \mathbf {Top} \to \mathbf {Set} }.
Этот функтор имеет как левый сопряжённый {\displaystyle D\colon \mathbf {Set} \to \mathbf {Top} }, снабжающий множество дискретной топологией, так и правый сопряжённый {\displaystyle I\colon \mathbf {Set} \to \mathbf {Top} }, снабжающий множество антидискретной топологией. Более того, поскольку любая функция между дискретными или антидискретными пространствами непрерывна, оба этих функтора задают полное вложение категории множеств в {\displaystyle \mathbf {Top} }.
Является полной и кополной, то есть в ней существуют все малые пределы и копределы. Забывающий функтор: {\displaystyle U\colon \mathbf {Top} \to \mathbf {Set} } единственным образом поднимает пределы, а также сохраняет их. Поэтому для получения пределов (копределов) в {\displaystyle \mathbf {Top} } достаточно снабдить нужной топологией пределы (копределы) в {\displaystyle \mathbf {Set} }: если {\displaystyle F} — диаграмма в {\displaystyle \mathbf {Top} } и {\displaystyle (L,\varphi )} — предел диаграммы {\displaystyle UF} в {\displaystyle \mathbf {Set} }, то соответствующий предел (копредел) {\displaystyle F} в {\displaystyle \mathbf {Top} } можно получить, снабдив {\displaystyle (L,\varphi )} начальной топологией (конечной топологией).
Мономорфизмы в {\displaystyle \mathbf {Top} } — это непрерывные инъективные отображения; эпиморфизмы — непрерывные сюръективные отображения, а изоморфизмы — гомеоморфизмы. В {\displaystyle \mathbf {Top} } нет нулевых морфизмов, в частности эта категория не предаддитивна.
Не является декартово замкнутой, потому что не для всех её объектов существуют экспоненциалы.